# First Look Media
First Look Media è una testata giornalistica fondata da Pierre Omidyar e lanciata nell'Ottobre 2013 come la sede per un giornalismo di pubblico interesse e indipendente. È registrata negli Stati Uniti come Organizzazione non a scopo di lucro 501(c)(3).
La testata è stata lanciata in collaborazione con Glenn Greenwald, Jeremy Scahill e Laura Poitras, e finanziato da Omidyar.

## Pubblicazioni e progetti
La prima pubblicazione della First Look Media è stata The Intercept, lanciata a febbraio 2014. Il 10 marzo 2014 la testata ha annunciato l'arrivo di John Cook (di Gawker) come direttore di The Intercept, come anche di Natasha Vargas-Cooper e Andrew Jerrell Jones come giornalisti per il sito.
A febbraio 2014 è stata annunciata una seconda pubblicazione, Racket, che doveva trattare temi legati alla corruzione in campo finanziario e politico sotto la guida di Matt Taibbi a partire dall'autunno del 2014. Tuttavia a ottobre dello stesso anno Taibbi ha lasciato la First Look Media in seguito a disaccordi con i vertici.
Il 13 novembre 2014 anche John Cook lascia First Look Media per tornare a Gawker.
A decembre 2014 First Look Media ha annunciato il lancio di Reported.ly, un servizio di notizie attraverso i Social media condotto da Andy Carvin fino ad agosto del 2016.